# Патюрель, Доминик
Доминик Патюрель при рождении — Пьер Доминик Раймон Мари Патюрель (фр. Dominique Paturel; 3 апреля 1931, Гавр, Франция — 28 февраля 2022, Сен-Брие, Кот-д’Армор, Франция) — французский актёр театра, кино и телевидения. Мастер озвучивания.

## Биография
Получил образование в институте Сен-Жозеф. В 1951 году переехал в Париж, где окончил École de la rue Blanche.
Дебютировал на сцене Национального народного театра в начале 1950-х годов. Играл под руководством Жана Вилара. Позже выступал в Театре л’Одеон. Снимался в кино и на телевидении в 1960-х-1980-х годах.
На его счету около 80 пьес и около семидесяти кино- и телефильмов.
Последние годы страдал от диабета, ему пришлось сделать ампутацию ног.
Умер от осложнения диабета.

## Избранная фильмография
- 2007: Жизнь в розовом цвете — Роуп
- 2004: Змея в кулаке
- 2001—2015: Семья на время — Жюльен
- 1980: Провинциалка — Ральф
- 1978—1991: Даллас
- 1978:Любовь под вопросом — Мэтр Рун (дубляж — Рудольф Панков)
- 1977:Человек в железной маске
- 1969: Д’Артаньян (телесериал) — Д’Артаньян
- 1964:Пир хищников — Жан-Луи
- 1964: Коплан идёт на риск — Франсис Коплан
- 1962: Семь смертных грехов — муж
- 1962: Дьявол и десять заповедей — актёр
- 1960: Капитан — дворянин (нет в титрах)

## Дубляж
Среди прочих дублировал Теренса Хилла, Омара Шарифа и Энтони Хопкинса.
Его голосом говорили герои мультфильмов «Робин Гуд», «Ослик», «История игрушек», «Скотный двор», «Тайна жителей Луны» и другие.